# Tim Maia Racional, Vol. 3
Tim Maia Racional, Vol. 3 é o terceiro álbum da fase racional do cantor e compositor Tim Maia e que permaneceu inédito por 35 anos.

## Histórico
O álbum foi gravado em 1975, quando Tim Maia ainda fazia parte da seita Cultura Racional. O cantor havia lançado, no início de 1975, dois álbuns: Tim Maia Racional, Vol. 1 e Tim Maia Racional, Vol. 2. Entretanto, o cantor abandonou a seita em 25 de setembro de 1975 e passou a renegar os álbuns anteriores; assim, o "Vol. 3" acabou não sendo lançado na época. Quatro das seis faixas de Tim Maia Racional, Vol. 3 foram divulgadas na internet via download ilegal. Produzido por Paulinho Guitarra e Kassin, além das faixas já distribuídas ilegalmente na internet, a balada "O Supermundo Racional" permanecia inédita desde então.[ligação inativa]
Em 2011, a Editora Abril lançou a Coleção Tim Maia contendo quinze álbuns gravados pelo cantor, com isso Tim Maia Racional, Vol. 3 finalmente teve seu lançamento oficial. O lançamento do álbum divide opiniões, o cantor e compositor Hyldon, antigo parceiro de Tim Maia, acredita que o relançamento é um desrespeito à memória do amigo, já que os dois primeiros discos foram um fracasso e renegados pelo cantor em vida.

## Faixas
| N.º | Título                  | Duração |  |
| 1.  | "É Preciso Ler e Reler" | 4:05    |  |
| 2.  | "I Am Rational"         | 5:20    |  |
| 3.  | "Lendo o Livro"         | 3:36    |  |
| 4.  | "O Supermundo Racional" | 5:15    |  |
| 5.  | "Nação Cósmica"         | 6:25    |  |
| 6.  | "Que Legal"             | 4:16    |  |